# 中野英一
中野 英一（なかの えいいち、1966年7月 - ）は、日本の物理学者。主な研究分野は、高エネルギー実験物理学。茨城県つくば市の高エネルギー加速器研究機構（KEK）にある世界最高強度の加速器Bファクトリーを使ってCP対称性の破れを研究する。ベル実験測定器のミューオン粒子識別装置、特にRPC (Resistive Plate Chamber)の研究を推進する。学位は、博士（理学）（名古屋大学・1995年）。大阪市立大学大学院理学研究科准教授。

## 略歴
- 1990年 - 名古屋大学理学部物理学科卒業。
- 1992年 - 名古屋大学大学院理学研究科物理学専攻修士課程修了。
- 1995年3月 - 名古屋大学大学院理学研究科物理学専攻博士課程修了。博士（理学）（名古屋大学）の学位を取得。
- 1995年4月 - 大阪市立大学理学部助手。
- 2001年 - 大阪市立大学大学院理学研究科助手。
- 2007年 - 大阪市立大学大学院理学研究科助教。
- 2008年 - 大阪市立大学大学院理学研究科講師。
- 2010年 - 大阪市立大学大学院理学研究科准教授。